# Ștefan cel Mare (Bacău)
Ştefan cel Mare é uma comuna romena localizada no distrito de Bacău, na região de Moldávia. A comuna possui uma área de 99.28 km² e sua população era de 4298 habitantes segundo o censo de 2007.